# Назари, Омид
Омид Назари (швед. Omid Nazari; 29 апреля 1991, Мальмё, Швеция) — шведский и иранский футболист, полузащитник малайзийского клуба «Тренгану». Выступал за сборную Ирана.

## Биография
Родился в 1991 году в шведском городе Мальмё, в смешанной ирано-филиппинской семье. У него есть младший брат Амин (р. 1993), который также стал футболистом и выступал за сборную Филиппин.

### Клубная карьера
Воспитанник клуба «Мальмё». Профессиональную карьеру начал в 2011 году в клубе второго дивизиона «Энгельхольм», где выступал на правах аренды. Летом того же года вернулся в «Мальмё», где уже играл его младший брат, и в составе клуба провёл 4 игры в чемпионате Швеции. После окончания сезона покинул «Мальмё» и подписал полноценный контракт с «Энгельхольмом», в котором провёл следующие три сезона.
В 2016 году Назари перешёл в филиппинский клуб «Глобал», в составе которого стал чемпионом Филиппин. 17 ноября того же года было объявлено, что футболист подписал контракт с малайзийским клубом Малакка Юнайтед. Вскоре после этого он заболел тяжёлым пищевым отравлением и потерял несколько килограмм веса, в связи с чем пропустил большую часть предсезонной подготовки, включая товарищеские матчи. В январе 2017 года его контракт с клубом был расторгнут из-за трудностей с восстановленим физической формы. В марте футболист вернулся на Филиппины, где стал игроком клуба «Серес-Негрос», с которым дважды выиграл местный чемпионат, а также трижды принимал участие в основной стадии Кубка АФК. По ходу сезона 2019 перебрался в индонезийский «Персиб».

### Карьера в сборной
В 2012 году Назари откликнулся на предложение тогдашнего тренера сборной Ирана Карлуша Кейроша и 15 августа дебютировал за Иран в товарищеском матче со сборной Туниса. Осенью того же года он провёл за Иран ещё две товарищеские встречи, а в декабре в составе сборной принимал участие в чемпионате Западной Азии, где сыграл в двух матчах и отметился голом в ворота сборной Йемена. По итогам группового этапа Иран занял второе место и не вышел в плей-офф. 
После этого турнира Назари больше не вызывался в сборную Ирана, однако в марте 2016 года интерес к игроку проявила сборная Филиппин. Тем не менее, ФИФА не позволила игроку сменить спортивное гражданство.

## Достижения
«Глобал»
- Чемпион Филиппин: 2016

«Серес-Негрос»
- Чемпион Филиппин (2): 2017, 2018